# Erich Kirschenhofer
Erich Kirschenhofer (Wenen, 26 november 1946) is een Oostenrijks entomoloog.
Erich Kirschenhofer werd geboren in Wenen, Oostenrijk, in 1946. Hij werkte, na zijn scholing in beroepsonderwijs en handelsschool, als directeur van een grote brouwerij, tot zijn pensioen in 2004. Als entomoloog hield hij zich voornamelijk bezig met kevers (coleoptera) en specialiseerde zich in loopkevers (Carabidae). Hij beschreef meer dan 200 nieuwe taxa, voornamelijk kevers uit Afrika en Azië, waaronder meer dan honderd soorten in het geslacht Chlaenius. De bijzondere collectie loopkevers van Kirschenhofer is in het bezit van het huidige Naturhistorisches Museum van Wenen.